# Arne Hansen (fodbolddommer)
 Der er flere personer med dette navn, se Arne Hansen (flertydig).
Arne Hansen (født 12. august 1946) er en tidligere dansk fodbolddommer. 
Han dømte i Superligaen fra den blev oprettet i 1991 til 1994, hvor det i alt blev til 50 kampe. Hans debutkamp i Superligaen var den 1. april 1991 i kampen mellem BK Frem og Silkeborg IF, der endte 2-2.
Efter han indstillede sin aktive dommerkarriere har han blandt andet været eliteudvikler for dommerne i Superligaen, 1. division og 2. division.